# سازند گورپی
سازند گورپی از سازندهای زمین‌شناسی زاگرس است که از مارن، آهک و شیل تشکیل شده و متعلق به دوره‌های کرتاسه بالایی تا پالئوسن است و دوران دوم و سوم زمین‌شناسی را تفکیک می‌نماید. برش الگوی سازند گورپی در تنگ پابده در شمال مسجد سلیمان (میدان نفتی لالی) ۳۲۰ متر ستبرا دارد. در بیش‌تر نواحی زاگرس، سازند گورپی شامل مارن و شیل‌های خاکستری مایل به آبی است که میان لایه‌هایی از سنگ آهک‌های نازک رسی دارد و به دلیل زودفرسا بودن، سیمای آن فرسوده‌است.
نام این سازند از کوه گورپی، در شمال شهرستان مسجد سلیمان گرفته شده‌است در گویش بختیاری گورپ به معنی صدای انفجار است. برش نمونه سازند گورپی در تنگ پابده در یال جنوب غربی پلانژ جنوب شرقی کوه گورپی، در شمال شهرستان لالی و مسجد سلیمان، اندازه‌گیری شده‌است.
در مرز زیرین سازند گورپی با سازند ایلام دگرشیبی فرسایشی خفیفی وجود دارد که با سطح آهن دار هوازده مشخص شده‌است و در مناطقی که سازند ایلام وجود نداشته باشد سازند گورپی با انفصال رسوبی مشخصی بر روی سازند سروک قرار می‌گیرد. مرز بالایی این سازند با سازند پابده با شیل‌های ارغوانی حالت دگر شیبی فرسایشی دارد. سن سازند گورپی در نقاط مختلف متفاوت است از سانتونین (کرتاسه پسین) تا پالئوسن گزارش شده‌است.